# نوربرت غاجدا
نوربرت غاجدا (بالبولندية: Norbert Gajda)‏ هو لاعب كرة قدم بولندي في مركز الهجوم، ولد في 1 أبريل 1934 في شفينتوخوفيتسه في بولندا، وتوفي في 16 سبتمبر 1980 في أوبولي في بولندا. شارك مع منتخب بولندا لكرة القدم. أما مع النوادي، فقد لعب مع أوبرا أوبول.

## وصلات خارجية
- نوربرت غاجدا على موقع قاعدة بيانات كرة القدم.إي يو (الإنجليزية)
- نوربرت غاجدا على موقع ناشيونال فوتبول تيمز (الإنجليزية)